# Gran Premio motociclistico delle Americhe 2022
Il Gran Premio motociclistico delle Americhe 2022 è stato la quarta prova del motomondiale del 2022. Le vittorie nelle tre classi sono andate a: Enea Bastianini in MotoGP, Tony Arbolino in Moto2 e Jaume Masiá in Moto3. Per Arbolino si tratta della prima vittoria nella classe Moto2.

## MotoGP

### Arrivati al traguardo
| Pos. | Nº | Pilota                | Squadra                     | Motocicletta       | Giri | Tempo     | Griglia | Punti |
| ---- | -- | --------------------- | --------------------------- | ------------------ | ---- | --------- | ------- | ----- |
| 1º   | 23 | Enea Bastianini       | Gresini Racing              | Ducati Desmosedici | 20   | 41'23.111 | 5º      | 25    |
| 2º   | 42 | Álex Rins             | Suzuki Ecstar               | Suzuki GSX-RR      | 20   | +2.058    | 7º      | 20    |
| 3º   | 43 | Jack Miller           | Ducati Lenovo               | Ducati Desmosedici | 20   | +2.312    | 2º      | 16    |
| 4º   | 36 | Joan Mir              | Suzuki Ecstar               | Suzuki GSX-RR      | 20   | +3.975    | 8º      | 13    |
| 5º   | 63 | Francesco Bagnaia     | Ducati Lenovo               | Ducati Desmosedici | 20   | +6.045    | 3º      | 11    |
| 6º   | 93 | Marc Márquez          | Repsol Honda                | Honda RC213V       | 20   | +6.617    | 9º      | 10    |
| 7º   | 20 | Fabio Quartararo      | Monster Energy Yamaha       | Yamaha YZR-M1      | 20   | +6.760    | 6º      | 9     |
| 8º   | 89 | Jorge Martín          | Pramac Racing               | Ducati Desmosedici | 20   | +8.441    | 1º      | 8     |
| 9º   | 5  | Johann Zarco          | Pramac Racing               | Ducati Desmosedici | 20   | +12.375   | 4º      | 7     |
| 10º  | 12 | Maverick Viñales      | Aprilia Racing              | Aprilia RS-GP      | 20   | +12.642   | 14º     | 6     |
| 11º  | 41 | Aleix Espargaró       | Aprilia Racing              | Aprilia RS-GP      | 20   | +12.947   | 13º     | 5     |
| 12º  | 33 | Brad Binder           | Red Bull KTM Factory Racing | KTM RC16           | 20   | +13.376   | 17º     | 4     |
| 13º  | 44 | Pol Espargaró         | Repsol Honda                | Honda RC213V       | 20   | +17.961   | 12º     | 3     |
| 14º  | 30 | Takaaki Nakagami      | LCR Honda Idemitsu          | Honda RC213V       | 20   | +18.770   | 10º     | 2     |
| 15º  | 4  | Andrea Dovizioso      | WithU Yamaha RNF            | Yamaha YZR-M1      | 20   | +29.319   | 15º     | 1     |
| 16º  | 21 | Franco Morbidelli     | Monster Energy Yamaha       | Yamaha YZR-M1      | 20   | +29.129   | 19º     |       |
| 17º  | 10 | Luca Marini           | Mooney VR46 Racing          | Ducati Desmosedici | 20   | +29.630   | 11º     |       |
| 18º  | 88 | Miguel Oliveira       | Red Bull KTM Factory Racing | KTM RC16           | 20   | +32.002   | 20º     |       |
| 19º  | 25 | Raúl Fernández        | Tech3 KTM Factory Racing    | KTM RC16           | 20   | +37.062   | 21º     |       |
| 20º  | 87 | Remy Gardner          | Tech3 KTM Factory Racing    | KTM RC16           | 20   | +42.442   | 22º     |       |
| 21º  | 49 | Fabio Di Giannantonio | Gresini Racing              | Ducati Desmosedici | 20   | +42.887   | 18º     |       |
| 22º  | 40 | Darryn Binder         | WithU Yamaha RNF            | Yamaha YZR-M1      | 20   | +1'42.171 | 24º     |       |

### Ritirati
| Nº | Pilota          | Squadra            | Motocicletta       | Giri | Griglia |
| -- | --------------- | ------------------ | ------------------ | ---- | ------- |
| 73 | Álex Márquez    | LCR Honda Castrol  | Honda RC213V       | 5    | 23º     |
| 72 | Marco Bezzecchi | Mooney VR46 Racing | Ducati Desmosedici | 2    | 16º     |

## Moto2

### Arrivati al traguardo
| Pos. | Nº | Pilota              | Squadra                  | Motocicletta | Giri | Tempo     | Griglia | Punti |
| ---- | -- | ------------------- | ------------------------ | ------------ | ---- | --------- | ------- | ----- |
| 1º   | 14 | Tony Arbolino       | Elf Marc VDS Racing      | Kalex        | 18   | 39'06.552 | 4º      | 25    |
| 2º   | 79 | Ai Ogura            | Idemitsu Honda Team Asia | Kalex        | 18   | +3.439    | 11º     | 20    |
| 3º   | 96 | Jake Dixon          | Shimoko GasGas Aspar     | Kalex        | 18   | +4.787    | 6º      | 16    |
| 4º   | 23 | Marcel Schrötter    | Liqui Moly Intact GP     | Kalex        | 18   | +14.529   | 13º     | 13    |
| 5º   | 9  | Jorge Navarro       | Flexbox HP40             | Kalex        | 18   | +16.347   | 7º      | 11    |
| 6º   | 52 | Jeremy Alcoba       | Liqui Moly Intact GP     | Kalex        | 18   | +17.388   | 15º     | 10    |
| 7º   | 64 | Bo Bendsneyder      | Pertamina Mandalika SAG  | Kalex        | 18   | +17.631   | 12º     | 9     |
| 8º   | 16 | Joe Roberts         | Italtrans Racing         | Kalex        | 18   | +19.784   | 16º     | 8     |
| 9º   | 37 | Augusto Fernández   | Red Bull KTM Ajo         | Kalex        | 18   | +24.595   | 18º     | 7     |
| 10º  | 7  | Barry Baltus        | RW Racing GP             | Kalex        | 18   | +30.291   | 20º     | 6     |
| 11º  | 75 | Albert Arenas       | Shimoko GasGas Aspar     | Kalex        | 18   | +33.475   | 5º      | 5     |
| 12º  | 42 | Marcos Ramírez      | MV Agusta Forward Racing | MV Agusta F2 | 18   | +34.785   | 14º     | 4     |
| 13º  | 18 | Manuel González     | Yamaha VR46 Master Camp  | Kalex        | 18   | +34.988   | 23º     | 3     |
| 14º  | 12 | Filip Salač         | Gresini Racing           | Kalex        | 18   | +37.786   | 19º     | 2     |
| 15º  | 5  | Romano Fenati       | MB Conveyors Speed Up    | Boscoscuro   | 18   | +38.408   | 21º     | 1     |
| 16º  | 19 | Lorenzo Dalla Porta | Italtrans Racing         | Kalex        | 18   | +1'19.999 | 25º     |       |
| 17º  | 4  | Sean Dylan Kelly    | American Racing          | Kalex        | 18   | +1'24.437 | 28º     |       |

### Ritirati
| Nº | Pilota                  | Squadra                  | Motocicletta | Giri | Griglia |
| -- | ----------------------- | ------------------------ | ------------ | ---- | ------- |
| 6  | Cameron Beaubier        | American Racing          | Kalex        | 17   | 1º      |
| 28 | Niccolò Antonelli       | Mooney VR46 Racing       | Kalex        | 12   | 27º     |
| 40 | Arón Canet              | Flexbox HP40             | Kalex        | 7    | 3º      |
| 13 | Celestino Vietti        | Mooney VR46 Racing       | Kalex        | 4    | 2º      |
| 51 | Pedro Acosta            | Red Bull KTM Ajo         | Kalex        | 3    | 10º     |
| 61 | Alessandro Zaccone      | Gresini Racing           | Kalex        | 3    | 26º     |
| 24 | Simone Corsi            | MV Agusta Forward Racing | MV Agusta F2 | 2    | 29º     |
| 54 | Fermín Aldeguer         | MB Conveyors Speed Up    | Boscoscuro   | 0    | 8º      |
| 22 | Sam Lowes               | Elf Marc VDS Racing      | Kalex        | 0    | 9º      |
| 35 | Somkiat Chantra         | Idemitsu Honda Team Asia | Kalex        | 0    | 17º     |
| 84 | Zonta van den Goorbergh | RW Racing GP             | Kalex        | 0    | 22º     |
| 2  | Gabriel Rodrigo         | Pertamina Mandalika SAG  | Kalex        | 0    | 24º     |

## Moto3

### Arrivati al traguardo
| Pos. | Nº | Pilota           | Squadra                   | Motocicletta  | Giri | Tempo     | Griglia | Punti |
| ---- | -- | ---------------- | ------------------------- | ------------- | ---- | --------- | ------- | ----- |
| 1º   | 5  | Jaume Masiá      | Red Bull KTM Ajo          | KTM RC 250 GP | 17   | 38'58.286 | 5º      | 25    |
| 2º   | 7  | Dennis Foggia    | Leopard Racing            | Honda NSF250R | 17   | +0.172    | 2º      | 20    |
| 3º   | 16 | Andrea Migno     | Rivacold Snipers          | Honda NSF250R | 17   | +0.394    | 1º      | 16    |
| 4º   | 71 | Ayumu Sasaki     | Sterilgarda Husqvarna Max | Husqvarna     | 17   | +0.490    | 9º      | 13    |
| 5º   | 53 | Deniz Öncü       | Red Bull KTM Tech3        | KTM RC 250 GP | 17   | +1.113    | 4º      | 11    |
| 6º   | 43 | Xavier Artigas   | CFMoto Racing PrüstelGP   | CFMoto        | 17   | +1.576    | 3º      | 10    |
| 7º   | 28 | Izan Guevara     | Gaviota GasGas Aspar      | Gas Gas       | 17   | +2.887    | 10º     | 9     |
| 8º   | 99 | Carlos Tatay     | CFMoto Racing PrüstelGP   | CFMoto        | 17   | +8.208    | 14º     | 8     |
| 9º   | 54 | Riccardo Rossi   | SIC58 Squadra Corse       | Honda NSF250R | 17   | +8.370    | 17º     | 7     |
| 10º  | 24 | Tatsuki Suzuki   | Leopard Racing            | Honda NSF250R | 17   | +8.478    | 16º     | 6     |
| 11º  | 48 | Iván Ortolá      | Angeluss MTA              | KTM RC 250 GP | 17   | +10.084   | 22º     | 5     |
| 12º  | 19 | Scott Ogden      | VisionTrack Racing        | Honda NSF250R | 17   | +10.272   | 12º     | 4     |
| 13º  | 82 | Stefano Nepa     | Angeluss MTA              | KTM RC 250 GP | 17   | +10.424   | 11º     | 3     |
| 14º  | 31 | Adrián Fernández | Red Bull KTM Tech3        | KTM RC 250 GP | 17   | +17.967   | 19º     | 2     |
| 15º  | 20 | Lorenzo Fellon   | SIC58 Squadra Corse       | Honda NSF250R | 17   | +18.088   | 28º     | 1     |
| 16º  | 72 | Taiyo Furusato   | Honda Team Asia           | Honda NSF250R | 17   | +20.563   | 25º     |       |
| 17º  | 6  | Ryusei Yamanaka  | MT Helmets - MSI          | KTM RC 250 GP | 17   | +21.433   | 21º     |       |
| 18º  | 66 | Joel Kelso       | CIP Green Power           | KTM RC 250 GP | 17   | +21.959   | 18º     |       |
| 19º  | 23 | Elia Bartolini   | QJMotor Avintia Racing    | KTM RC 250 GP | 17   | +29.099   | 13º     |       |
| 20º  | 87 | Gerard Riu Male  | BOE SKX                   | KTM RC 250 GP | 17   | +34.336   | 23º     |       |
| 21º  | 64 | Mario Aji        | Honda Team Asia           | Honda NSF250R | 17   | +34.295   | 29º     |       |
| 22º  | 38 | David Salvador   | Sterilgarda Husqvarna Max | Husqvarna     | 17   | +39.396   | 24º     |       |
| 23º  | 22 | Ana Carrasco     | BOE SKX                   | KTM RC 250 GP | 17   | +1'00.909 | 26º     |       |

### Ritirati
| Nº | Pilota          | Squadra                | Motocicletta  | Giri | Griglia |
| -- | --------------- | ---------------------- | ------------- | ---- | ------- |
| 96 | Daniel Holgado  | Red Bull KTM Ajo       | KTM RC 250 GP | 16   | 7º      |
| 27 | Kaito Toba      | CIP Green Power        | KTM RC 250 GP | 16   | 8º      |
| 10 | Diogo Moreira   | MT Helmets - MSI       | KTM RC 250 GP | 15   | 6º      |
| 18 | Matteo Bertelle | QJMotor Avintia Racing | KTM RC 250 GP | 15   | 20º     |
| 11 | Sergio García   | Gaviota GasGas Aspar   | Gas Gas       | 12   | 15º     |
| 70 | Joshua Whatley  | VisionTrack Racing     | Honda NSF250R | 5    | 27º     |